# Romy (Vorname)
Romy ist ein weiblicher oder männlicher Vorname.

## Varianten
Romy, Romi, Romie, Rommy

## Herkunft und Bedeutung
Kurz- und Koseformen von Rosa und dessen Doppelnamen (wie Rosalinde, Rosemarie) und Romina, männlich etwa zu Romuald.

## Namenstag
14. September

## Bekannte Namensträger/Namensträgerinnen

### Romy
- Romy Beer (* 1981), deutsche Biathletin
- Romy Haag (* 1951), deutsche Künstlerin
- Romy Hiller (* 1981), deutsche Fernsehmoderatorin
- Romy Kermer (* 1956), deutsche Eiskunstläuferin und Eiskunstlauftrainerin
- Romy Kirsch (* 1994), französische Schlagersängerin
- Romy Penz (* 1970), deutsche Politikerin (AfD)
- Romy Saalfeld (* 1960), deutsche Ruderin, Olympiasiegerin
- Romy Schneider (1938–1982), deutsch-französische Schauspielerin
- Romy Straßenburg (* 1983), deutsche Journalistin und Moderatorin
- Romy Tarangul (* 1987), deutsche Judoka
- Romy (* 1989), deutsche Sängerin

### Rommy
- Rommy Arndt (* 1967), deutsche Fernsehmoderatorin

## Nachbenennung
- Romy (Auszeichnung), österreichischer Film- und Fernsehpreis
- Romy, ist auch der Markenname einer Schokoladensorte des Herstellers Hosta